# 世界聋人小姐先生大赛
世界聋人小姐先生大赛（简称：MMDW）是一个国际选美大赛，每年都选出年轻的聋哑男女成为“世界聋人先生”、“世界聋人小姐”。它创始於2001年，通常在捷克共和国的布拉格举行。

## 歷史

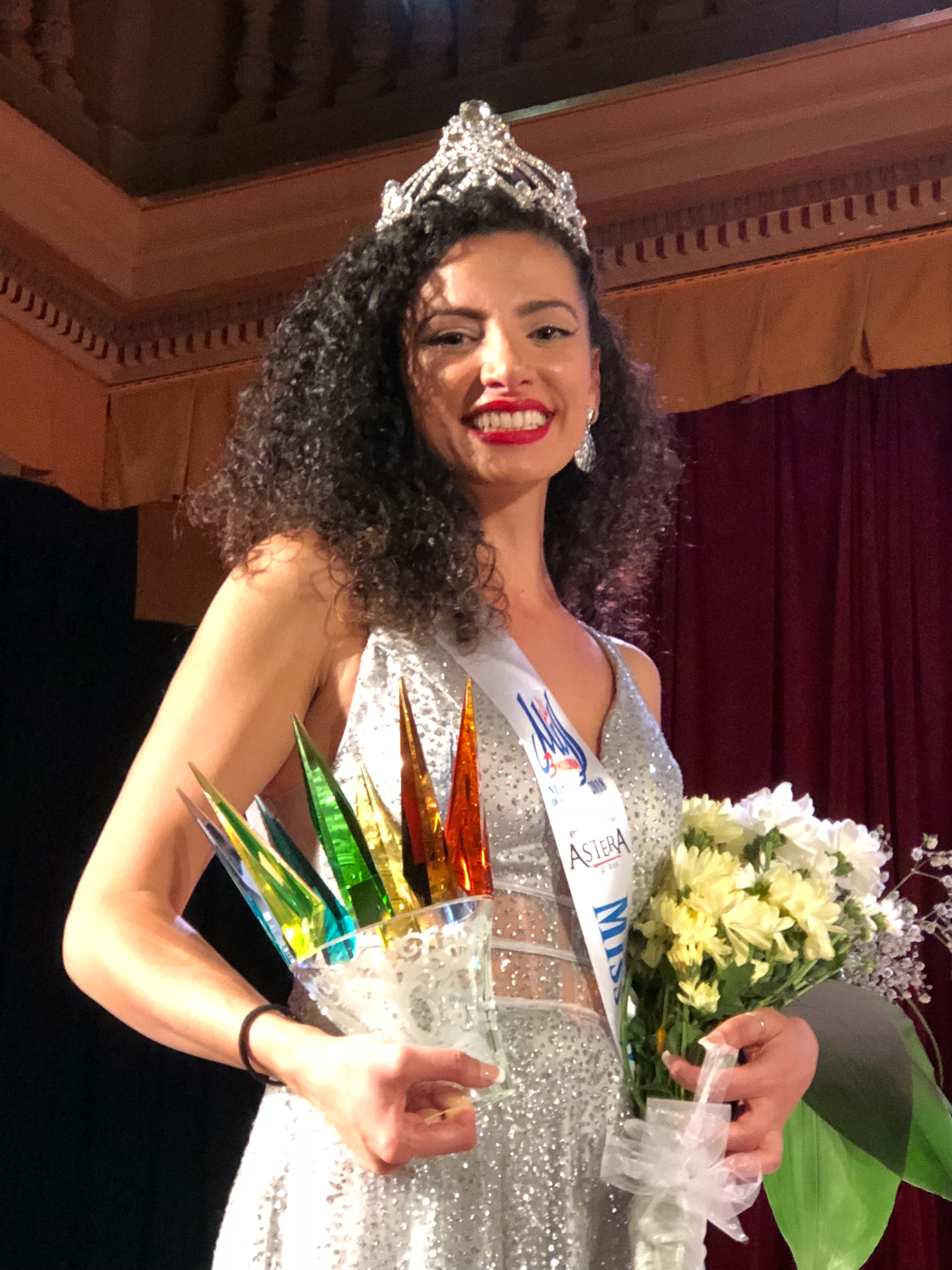
2018年9月29日小姐聾人世界大赛优胜者Assia Uhanany

MMDW是一家非营利组织，2001年在布拉格成立。选美大赛由MISS DEAF s.r.o.和MISS-MISTER DEAF s.r.o.公司组织，他们的总裁是Josef Uhlíř。比赛中的官方语言是国际手语，所有入围者的水晶冠由Astera s.r.o.制作。
2003年7月19日, 来自中國的张欢迎是2003年第一位获得聋人亲善小姐的中国候选人，来自中国的鲍庆玲则在2007年7月14日赢得2007年聋人世界小姐奖。
大賽規定，獲勝者禁止參加其他的選美賽事。2010年7月9日，在格鲁吉亚的第比利斯舉行的世界聾人小姐大賽，來自法国的Julie Abbou脱颖而出。在此之前，她已經贏得了2010年的第一屆維克米斯世界聾人小姐、2010年的第二屆維克米斯世界聾人小姐和2010年的慈善世界聾人小姐等三個稱號。隨後，她又參加了2010年7月31日在美國拉斯维加斯舉行的全球聾人小姐大賽，並且獲得了全球聾人小姐的桂冠。因此，Uhlíř在MDW官网上發佈了關於取消Abbou在2010世界聾人小姐的頒獎典禮和2010年第比利斯歐洲聾人小姐大賽期間獲得的“第一屆維克米斯世界聾人小姐”和“2010年的慈善聾人世界小姐”的稱號的公告。Uhlíř表示，在MDW比賽期間，Abbou跟其他參賽的女孩一樣被告知，一旦贏得了MDW比賽的官方稱號，獲勝者将被禁止參加其他的選美比賽。Uhlíř解释說這樣做是為了保证比賽的高水準、獲獎者的含金量，杜絕一切傷害大賽聲望的行為。Uhlíř補充道，沒有在第一次參賽中獲獎的女孩不受這項規則限制，可以隨意參加這些比賽，甚至可以多次。他寫到，規則于2010年8月1日開始生效，Abbou的2010年的維克米斯聾人小姐的頭銜將被取消，重新授予來自中國的Zhihuang Wang。Abbou的2010年第二屆維克米斯聾人小姐的稱號被取消并授予本來第四名來自加纳的Stella Falawo Kunjan, Abbou的2010年慈善聾人小姐稱號也被取消，給了原來第二名來自南非的Portia Oliver。
2014年7月19日, 刘晓远获得2014年第二副聋人世界小姐。 2016年，来自中国的田野先生在布拉格赢得2016年聋人亚洲先生奖。
2015年，来自台湾的林靖嵐赢得2015年聋人亚洲小姐，并在2019年欧洲歌唱大赛中成为法国歌手比拉尔·哈萨尼的舞者。
2016年，来自中国先生田野荣获2016年聋人亚洲先生奖。
2017年，来自中国的郝曼曼赢得了2017年聋人亚洲小姐奖，而且来自台湾的林祐臣（Yu Chen Lin）赢得2017年聋人亚洲先生奖。2017年，聋人世界小姐由泰国的Chutima Netsuriwong获得，后来她成为克罗地亚Josip Smokvina的女友。Smokvina赢得了2018聋人欧洲先生的奖项，Netsuriwong在布拉格的比赛中遇到了他，当时她赢得了2018年的聋人世界小姐。2019年5月25日，他们在克罗地亚结婚。
2018年，来自以色列的Assia Uhanany获得了2018年聋人世界小姐的称号， 来自印度的妮莎达·杜德佳赢得了2018年聋人的亚洲小姐。来自台湾的选手徐景辉与她合影， 并写下了她对比赛的印象。她談到了布拉格的外国环境，她希望与来自不同国家的聋人朋友联系，并与他们沟通。她写了她的日常活动：第二天是自由的一天，他们访问了附近的景点，开始用国际手语互相聊天，成为聋哑朋友。第三天到第六天是在课堂上，一起练习表演，并在不同国家之间分享国际手语和聋人文化。该节目于2018年9月29日开始，让她有点悲伤和沮丧，但对她来说这是一次难得的经历。她很高兴能够出国并获得很多外国朋友，并感谢中国聋人协会给她这样一个出国的机会，并教她国际手语。
2019年比赛在南非姆邦貝拉举行。 2019年7月19日，来自中国的周春平赢得了聋人亚洲先生。2020年比赛将在泰国曼谷举行。